# مات كينغسلي
مات كينغسلي (بالإنجليزية: Matt Kingsley)‏ (15 نوفمبر 1875 - 1 يناير 1960) هو لاعب كرة قدم بريطاني (وحمل سابقاً جنسية المملكة المتحدة لبريطانيا العظمى وأيرلندا) في مركز حراسة المرمى. لعب مع نادي بارو.

## وصلات خارجية
- مات كينغسلي على موقع ناشيونال فوتبول تيمز (الإنجليزية)